# Centrocercus minimus
Il gallo della salvia di Gunnison  (Centrocercus minimus Young, Braun, Oyler-McCance, Hupp & Quinn, 2000) è un uccello appartenente alla famiglia dei Phasianidae. La popolazione non supera i 3000 individui.

## Descrizione
Il Centrocercus minimus è più piccolo del Centrocercus urophasianus, i maschi misurano, infatti, dai 44 ai 51 centimetri, mentre le femmine variano da 32 ai 38 centimetri. Questa specie ha il corpo ricoperto da piume di colore marrone e grigio. I galli della salvia di Gunnison hanno la parte superiore del collo e la gola nere separati da una linea bianca a forma di V. Questa specie presenta inoltre un grande "collare" bianco. Le piume della coda sono bianche a fasce nere, rigide e appuntite.

## Distribuzione e habitat
Il Centrocercus minimus è endemico di un'area compresa tra il sud-ovest del Colorado e il sud-est dello Utah.